# Победнице европских првенстава у атлетици у дворани — 3.000 метара ходање
Победнице европских првенстава у атлетици у дворани у дисциплини ходања на 3.000 метара за жене која је била на програму од Европског првенства у Лијевену 1987. до 1994. у Паризу, приказане су у следећој табели са постигнутим резултатима и билансом освојених медаља по државама. Резултати су исказани у минутима.
Највише успеха у појединачној конкуренцији имала је Беате Гумелт са 4 освојене медаље од чега 2 златне за Источну Немачку и по једна сребрна и бронзана за Немачку. У екипној конкуренцији највише медаља освојиле су представнице Италије са 6 освојених медаља (1+4+1).

## Резултати
| Европско првенство     |                                         | Резултат |                               | Резултат |                                | Резултат |
| Лијевен 1987 детаљи    | Наталија Димитроченко · Совјетски Савез | 12:57,59 | Ђулијана Салче · Италија      | 12:59,11 | Моника Гунарсон · Шведска      | 13:06,46 |
| Будимпешта 1988 детаљи | Марија Рејес Собрино · Шпанија          | 12:48,99 | Дана Ваврачова · Чехословачка | 12,51,08 | Мари Круз Дијаз · Шпанија      | 12:55,03 |
| Хаг 1989 детаљи        | Беате Гумелт · Источна Немачка          | 12:21,91 | Илеана Салвадор · Италија     | 12:32,40 | Марија Рејес Собрино · Шпанија | 12:39,50 |
| Глазгов 1990 детаљи    | Беате Гумелт · Источна Немачка          | 11:59,36 | Илеана Салвадор · Италија     | 12:18,84 | Анарита Сидоти · Италија       | 12:27,94 |
| Ђенова 1992 детаљи     | Алина Иванова · Уједињени тим           | 11:49,99 | Илеана Салвадор · Италија     | 11:53,23 | Беате Гумелт · Немачка         | 11:55,41 |
| Париз 1994 детаљи      | Анарита Сидоти · Италија                | 11:54,32 | Беате Гумелт · Немачка        | 11:56,01 | Јелена Аршинцева · Русија      | 11,57,48 |

## Биланс медаља 3.000 метара ходање за жене
Стање после ЕП 1994.
|   | Земља           |   |   |   |    |
| - | --------------- | - | - | - | -- |
| 1 | Источна Немачка | 2 | 0 | 0 | 2  |
| 2 | Италија         | 1 | 4 | 1 | 6  |
| 3 | Шпанија         | 1 | 0 | 2 | 3  |
| 4 | Совјетски Савез | 1 | 0 | 0 | 1  |
| 4 | Уједињени тим   | 1 | 0 | 0 | 1  |
| 6 | Немачка         | 0 | 1 | 1 | 2  |
| 7 | Чехословачка    | 0 | 1 | 0 | 1  |
| 8 | Русија          | 0 | 0 | 1 | 1  |
| 8 | Шведска         | 0 | 0 | 1 | 1  |
|   | Укупно {9}      | 6 | 6 | 6 | 18 |

## Вишеструке освајачице медаља
|    | Атлетичарка                              |   |   |   |   |
| -- | ---------------------------------------- | - | - | - | - |
| 1. | Беате Гумелт · Источна Немачка · Немачка | 2 | 1 | 1 | 4 |
| 2. | Анарита Сидоти · Италија                 | 1 | 0 | 1 | 2 |
| 2. | Марија Рејес Собрино · Шпанија           | 1 | 0 | 1 | 2 |
| 4. | Илеана Салвадор · Италија                | 0 | 3 | 0 | 3 |